# Гьяльп и Грейп
Гьяльп (др.-сканд. Gjálp) и Грейп (др.-сканд. Greip) — в скандинавской мифологии великанши-ётуны, дочери Гейррёда.

## Этимология
Существует несколько вариантов толкования имён дочерей Гейррёда: Gjálp — «шумящая», «бушующая» (нем. die Brausende), «плакальщица» (англ. Howler), «крикунья» (англ. Screamer), Greip — «хватающая», «цепляющаяся когтями» (нем. die Umkrallende), «хищная» (нем. die Räuberische).

## Гьяльп и Грейп в Младшей Эдде

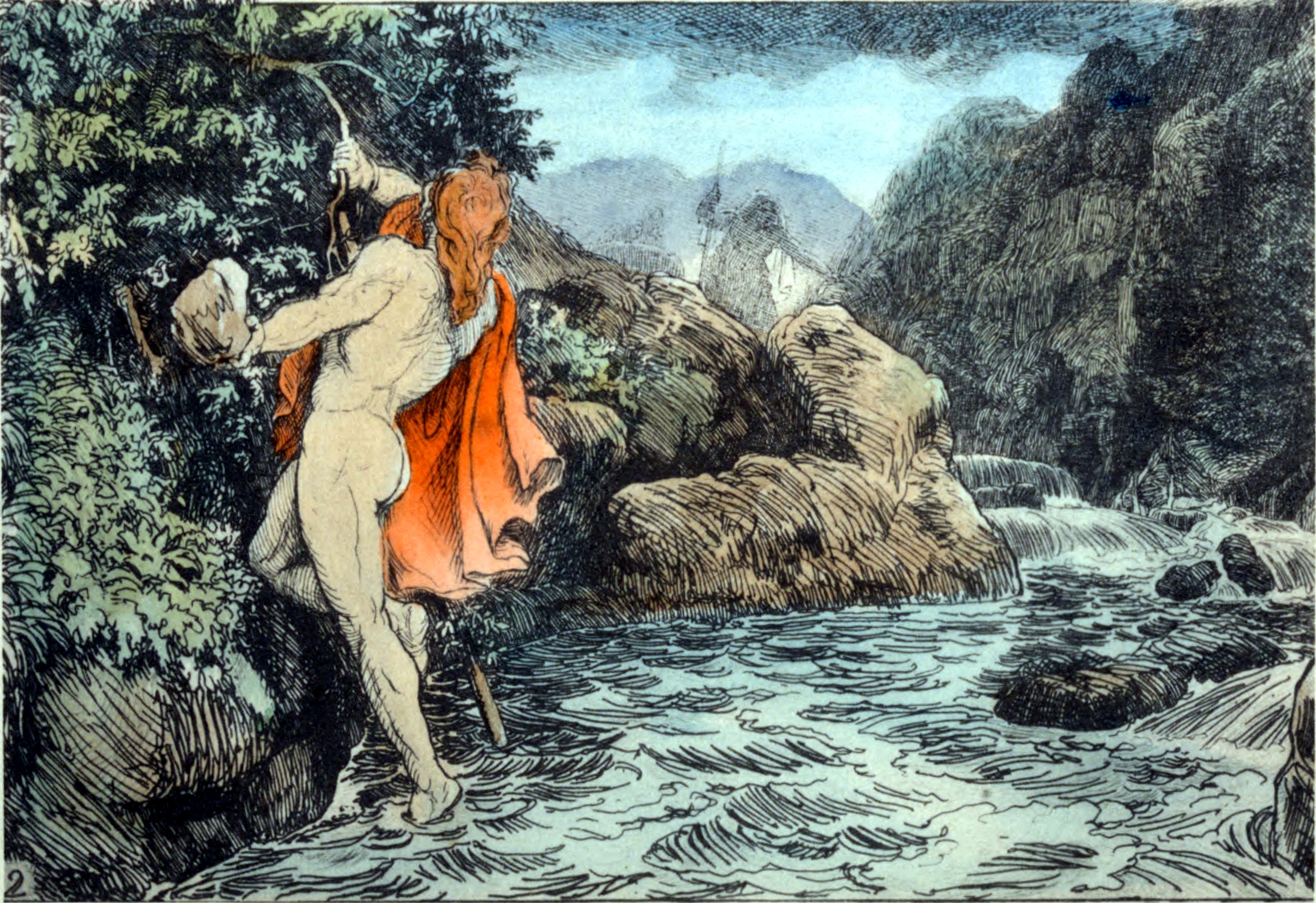
Тор бросает камень в Гьяльп

Гьяльп и Грейп упоминаются в части 18 «Языка поэзии», повествующей о том, как бог грома Тор отправился к великану Гейррёду, к тому же — как и было обещано — без своего молота Мьёллнир. Когда Тор переходил вброд через Вимур, «величайшую из рек», вода внезапно поднялась так высоко, что стала перекатываться через его плечи. Причиною тому была Гьяльп, упиравшаяся ногами в оба берега выше по течению (согласно большинству комментариев подъём воды был вызван её телесными жидкостями: мочой или менструальной кровью). 

«Тут Тор взял со дна большой камень и бросил в неё со словами: «Будет в устье запруда!» И попал он прямо в цель.»
Преодолев переправу лишь при помощи волшебных пояса и посоха, данных ему великаншей Грид, Тор и его спутники пришли, наконец, к Гейррёду и были отправлены на ночлег в козий хлев. 

«Там стояла скамья, и Тор сел на нее. Тут он чувствует: поднимается под ним скамья к самой крыше. Он уперся посохом Грид в стропила и покрепче прижался к скамье. Тут раздался громкий хруст, а затем и громкий крик: под скамьей той были дочери Гейррёда — Гьяльп и Грейп, и он переломил спины им обеим.»
В заключение своего повествования автор приводит 19 строф написанной в X веке «Хвалебной песни Тору» (др.-сканд. Þórsdrápa), в которой, в частности, говорится, что подъём воды в реке дочери Гейррёда устроили с помощью обитого железом посоха. В уста Тора также вложены слова о том, что ему пришлось использовать всю свою силу, когда Гьяльп и Грейп пытались поднять его в небо.

## Гьяльп и Грейп в других источниках
Саксон Грамматик, умерший ещё до создания Младшей Эдды и следовательно при написании «Деяний данов» опиравший на другие источники, рассказывает легенду о победе Тора над высокомерным великаном Герудом (лат. Geruthus, соответствующем Гейррёду), тело которого с тех пор можно видеть в его дворце. 

«Кроме того, места за столом рядом с ним занимали три женщины, их тела были покрыты волдырями, а спины, казалось, были лишены всякой опоры.»
 Из объяснения, данного автором, становится понятно, что эти мёртвые женщины — в которых можно узнать дочерей Гейррёда — также не избежали гнева Тора и

«были поражены ударами его молний, искупив своими переломленными телами вину за покушение на его божественное величие.»
В «Песне о Хюндле», включаемой в «Старшую Эдду», говорится, что Гьяльп и Грейп относятся к Девяти матерям Хеймдалля, одного из богов Асгарда. 
Скальд Эгиль Скаллагримссон в своём «Выкупе головы», говоря о волке, употребляет кеннинг «Гьяльпин конь».
Любопытно, что автор «Списка имён», перечисляя известных ему великанов, упоминает только Гьяльп.

## Интерпретации и значение
Описание поединка Тора и Гейррёда в скандинавской мифологии имеет давнюю традицию, но детали, касающиеся его дочерей, были добавлены, по-видимому, позднее. Однако, эти подробности были известны уже ко времени написания Младшей Эдды, автор которой приводит соответствующую полустрофу скальда Ветрлиди. 
Основываясь на эпизоде с пересечением Тором реки Вимур, немецкиe исследователи мифологии и средневековья Вильгельм Маннхардт (нем. Wilhelm Mannhardt) и Пауль Херрманн (нем. Paul Herrmann) считали дочерей Гейррёда олицетворением переполненных горных потоков или проливных дождей, затопляющих долины. Сходное мнение высказывает и Варг Викернес, для которого Гьяльп и Грейп — исходя из этимологии их имён — шум волн и хватка расселины, а сюжет самой легенды является аллегорией сложностей горного промысла (к примеру, опасности затопления шахт).
В цитируемой Снорри Стурлусоном поэме «Хаустлёнг» упоминается некий сын жениха Грейп, который, судя по всему, должен быть Тьяцци. Таким образом Грейп как-то могла быть связана с отцом последнего — «очень богатым золотом» великаном Эльвальди.
Имя Грейп присвоено одному из спутников Сатурна, а название Гьяльп носит вулкан в Исландии.